# Ciclismo en los Juegos Suramericanos de 2010
Se detallan los resultados de las competiciones deportivas para la especialidad de Ciclismo en los IX Juegos Suramericanos. Los eventos son entre el 17 de marzo al 23 de marzo de 2010 

## BMX - Bicicrós
El campeón de la especialidad BMX fue  Colombia.

### Medallero
Los resultados del medallero por información de la Organización de los Juegos Medellín 2010
fueron:

#### Medallero total
País anfitrión en negrilla. La tabla se encuentra ordenada por la cantidad de medallas de oro
| Núm.  | País      | Oro | Plata | Bronce | Total | Orden por Total |
| ----- | --------- | --- | ----- | ------ | ----- | --------------- |
| 1     | Colombia  | 4   | 2     | 2      | 8     | 1               |
| 2     | Argentina | 0   | 1     | 0      | 1     | 2               |
| 2     | Venezuela | 0   | 1     | 0      | 1     | 2               |
| 3     | Brasil    | 0   | 0     | 1      | 1     | 2               |
| 3     | Chile     | 0   | 0     | 1      | 1     | 2               |
| TOTAL | TOTAL     | 4   | 4     | 4      | 12    |                 |

Fuente: Organización de los IX Juegos Suramericanos Medellín 2010

#### Medallero por género
País anfitrión en negrilla. La tabla se encuentra ordenada por la cantidad de medallas de oro
| Clasificación por Oro | País      | Hombres | Hombres | Hombres | Hombres | Mujeres | Mujeres | Mujeres | Mujeres | Mixtos | Mixtos | Mixtos | Mixtos | TOTAL | Clasificación por Total |
| Clasificación por Oro | País      |         |         |         | Total   |         |         |         | Total   |        |        |        | Total  | TOTAL | Clasificación por Total |
| 1                     | Colombia  | 2       | 2       | 0       | 4       | 2       | 0       | 2       | 4       | 0      | 0      | 0      | 0      | 8     | 1                       |
| 2                     | Argentina | 0       | 0       | 0       | 0       | 0       | 1       | 0       | 1       | 0      | 0      | 0      | 0      | 1     | 2                       |
| 2                     | Venezuela | 0       | 0       | 0       | 0       | 0       | 1       | 0       | 1       | 0      | 0      | 0      | 0      | 1     | 2                       |
| 3                     | Brasil    | 0       | 0       | 1       | 1       | 0       | 0       | 0       | 0       | 0      | 0      | 0      | 0      | 1     | 2                       |
| 3                     | Chile     | 0       | 0       | 1       | 1       | 0       | 0       | 0       | 0       | 0      | 0      | 0      | 0      | 1     | 2                       |
| TOTAL                 | TOTAL     | 2       | 2       | 2       | 6       | 2       | 2       | 2       | 6       | 0      | 0      | 0      | 0      | 12    |                         |

Fuente: Organización de los IX Juegos Suramericanos Medellín 2010

## Ciclismo de pista
El campeón de la especialidad Ciclismo de Pista fue  Colombia.

### Medallero
Los resultados del medallero por información de la Organización de los Juegos Medellín 2010
fueron:

#### Medallero total
País anfitrión en negrilla. La tabla se encuentra ordenada por la cantidad de medallas de oro
| Núm.  | País      | Oro | Plata | Bronce | Total | Orden por Total |
| ----- | --------- | --- | ----- | ------ | ----- | --------------- |
| 1     | Colombia  | 16  | 8     | 2      | 26    | 1               |
| 2     | Chile     | 1   | 3     | 2      | 6     | 4               |
| 3     | Ecuador   | 1   | 0     | 1      | 2     | 6               |
| 4     | Argentina | 0   | 3     | 7      | 10    | 2               |
| 5     | Brasil    | 0   | 2     | 5      | 7     | 3               |
| 6     | Venezuela | 0   | 2     | 1      | 3     | 5               |
| TOTAL | TOTAL     | 18  | 18    | 18     | 54    |                 |

Fuente: Organización de los IX Juegos Suramericanos Medellín 2010

#### Medallero por género
País anfitrión en negrilla. La tabla se encuentra ordenada por la cantidad de medallas de oro
| Clasificación por Oro | País      | Hombres | Hombres | Hombres | Hombres | Mujeres | Mujeres | Mujeres | Mujeres | Mixtos | Mixtos | Mixtos | Mixtos | TOTAL | Clasificación por Total |
| Clasificación por Oro | País      |         |         |         | Total   |         |         |         | Total   |        |        |        | Total  | TOTAL | Clasificación por Total |
| 1                     | Colombia  | 8       | 5       | 1       | 14      | 8       | 3       | 1       | 12      | 0      | 0      | 0      | 0      | 26    | 1                       |
| 2                     | Chile     | 1       | 2       | 2       | 5       | 0       | 1       | 0       | 1       | 0      | 0      | 0      | 0      | 6     | 4                       |
| 3                     | Ecuador   | 1       | 0       | 0       | 1       | 0       | 0       | 1       | 1       | 0      | 0      | 0      | 0      | 2     | 6                       |
| 4                     | Argentina | 0       | 3       | 6       | 9       | 0       | 0       | 1       | 1       | 0      | 0      | 0      | 0      | 10    | 2                       |
| 5                     | Brasil    | 0       | 0       | 1       | 1       | 0       | 2       | 4       | 6       | 0      | 0      | 0      | 0      | 7     | 3                       |
| 6                     | Venezuela | 0       | 0       | 0       | 0       | 0       | 2       | 1       | 3       | 0      | 0      | 0      | 0      | 3     | 5                       |
| TOTAL                 | TOTAL     | 10      | 10      | 10      | 30      | 8       | 8       | 8       | 24      | 0      | 0      | 0      | 0      | 54    |                         |

Fuente: Organización de los IX Juegos Suramericanos Medellín 2010

## Ciclismo de ruta
El campeón de la especialidad Ciclismo de Ruta fue  Colombia.

### Medallero
Los resultados del medallero por información de la Organización de los Juegos Medellín 2010
fueron:

#### Medallero total
País anfitrión en negrilla. La tabla se encuentra ordenada por la cantidad de medallas de oro
| Núm.  | País      | Oro | Plata | Bronce | Total | Orden por Total |
| ----- | --------- | --- | ----- | ------ | ----- | --------------- |
| 1     | Colombia  | 4   | 2     | 2      | 8     | 1               |
| 2     | Argentina | 0   | 1     | 1      | 2     | 2               |
| 3     | Brasil    | 0   | 1     | 0      | 1     | 3               |
| 4     | Ecuador   | 0   | 0     | 1      | 1     | 3               |
| TOTAL | TOTAL     | 4   | 4     | 4      | 12    |                 |

Fuente: Organización de los IX Juegos Suramericanos Medellín 2010

#### Medallero por género
País anfitrión en negrilla. La tabla se encuentra ordenada por la cantidad de medallas de oro
| Clasificación por Oro | País      | Hombres | Hombres | Hombres | Hombres | Mujeres | Mujeres | Mujeres | Mujeres | Mixtos | Mixtos | Mixtos | Mixtos | TOTAL | Clasificación por Total |
| Clasificación por Oro | País      |         |         |         | Total   |         |         |         | Total   |        |        |        | Total  | TOTAL | Clasificación por Total |
| 1                     | Colombia  | 2       | 1       | 1       | 4       | 2       | 1       | 1       | 4       | 0      | 0      | 0      | 0      | 8     | 1                       |
| 2                     | Argentina | 0       | 1       | 0       | 1       | 0       | 0       | 1       | 1       | 0      | 0      | 0      | 0      | 2     | 2                       |
| 3                     | Brasil    | 0       | 0       | 0       | 0       | 0       | 1       | 0       | 1       | 0      | 0      | 0      | 0      | 1     | 3                       |
| 4                     | Ecuador   | 0       | 0       | 1       | 1       | 0       | 0       | 0       | 0       | 0      | 0      | 0      | 0      | 1     | 3                       |
| TOTAL                 | TOTAL     | 2       | 2       | 2       | 6       | 2       | 2       | 2       | 6       | 0      | 0      | 0      | 0      | 12    |                         |

Fuente: Organización de los IX Juegos Suramericanos Medellín 2010

## Ciclomontañismo
El campeón de la especialidad Montaña fue  Colombia.

### Medallero
Los resultados del medallero por información de la Organización de los Juegos Medellín 2010
fueron:

#### Medallero total
País anfitrión en negrilla. La tabla se encuentra ordenada por la cantidad de medallas de oro
| Núm.  | País     | Oro | Plata | Bronce | Total | Orden por Total |
| ----- | -------- | --- | ----- | ------ | ----- | --------------- |
| 1     | Colombia | 2   | 0     | 1      | 3     | 1               |
| 2     | Brasil   | 0   | 1     | 0      | 1     | 2               |
| 2     | Chile    | 0   | 1     | 0      | 1     | 2               |
| 3     | Ecuador  | 0   | 0     | 1      | 1     | 2               |
| TOTAL | TOTAL    | 2   | 2     | 2      | 6     |                 |

Fuente: Organización de los IX Juegos Suramericanos Medellín 2010

#### Medallero por género
País anfitrión en negrilla. La tabla se encuentra ordenada por la cantidad de medallas de oro
| Clasificación por Oro | País     | Hombres | Hombres | Hombres | Hombres | Mujeres | Mujeres | Mujeres | Mujeres | Mixtos | Mixtos | Mixtos | Mixtos | TOTAL | Clasificación por Total |
| Clasificación por Oro | País     |         |         |         | Total   |         |         |         | Total   |        |        |        | Total  | TOTAL | Clasificación por Total |
| 1                     | Colombia | 1       | 0       | 1       | 2       | 1       | 0       | 0       | 1       | 0      | 0      | 0      | 0      | 3     | 1                       |
| 2                     | Brasil   | 0       | 1       | 0       | 1       | 0       | 0       | 0       | 0       | 0      | 0      | 0      | 0      | 1     | 2                       |
| 2                     | Chile    | 0       | 0       | 0       | 0       | 0       | 1       | 0       | 1       | 0      | 0      | 0      | 0      | 1     | 2                       |
| 3                     | Ecuador  | 0       | 0       | 0       | 0       | 0       | 0       | 1       | 1       | 0      | 0      | 0      | 0      | 1     | 2                       |
| TOTAL                 | TOTAL    | 1       | 1       | 1       | 3       | 1       | 1       | 1       | 3       | 0      | 0      | 0      | 0      | 6     |                         |

Fuente: Organización de los IX Juegos Suramericanos Medellín 2010

## Medallero

### BMX
| Evento                  | Oro            | Plata                  | Bronce         |
| ----------------------- | -------------- | ---------------------- | -------------- |
| Eventos Masculinos      |                |                        |                |
| 20 pulgadas - masculino | Augusto Castro | José Luis Díaz Montana | Felipe Faúndez |
| 24 pulgadas - masculino | Augusto Castro | José Luis Díaz Montana | Andrés Jiménez |
| Eventos Femeninos       |                |                        |                |
| 20 pulgadas - femenino  | Mariana Pajón  | Gabriela Díaz          | Andrea Zuluaga |
| 24 pulgadas - femenino  | Mariana Pajón  | Estefany Hernández     | Andrea Zuluaga |

### Ciclismo de pista
| Evento                              | Oro                                                                         | Plata                                                                    | Bronce                                                                       |
| ----------------------------------- | --------------------------------------------------------------------------- | ------------------------------------------------------------------------ | ---------------------------------------------------------------------------- |
| Eventos Masculinos                  |                                                                             |                                                                          |                                                                              |
| Kilómetro contrarreloj - masculino  | Fabián Puerta                                                               | Jonathan Marín                                                           | Davi Romeo                                                                   |
| Persecución Individual - masculino  | Juan Esteban Arango                                                         | Juan Pablo Suárez                                                        | Marco Arriagada                                                              |
| Persecución por equipos - masculino | Colombia · Juan Esteban Arango · Edwin Ávila · Arles Castro · Weimar Roldán | Chile · Pablo Duque · Marco Arriagada · Antonio Torres · Gonzalo Miranda | Argentina Fernando Antogna Cristian Martínez Eduardo Sepulveda Edgardo Simón |
| Velocidad Individual - masculino    | Cristian Tamayo                                                             | Leonardo Narváez                                                         | Mauricio Quiroga                                                             |
| Velocidad por equipos - masculino   | Colombia · Leonardo Narváez · Fabián Puerta · Cristian Tamayo               | Chile · Christian Zelada · Pablo Zelada · Christopher Almonacid          | Argentina Emiliano Fernández Mauricio Quiroga Diego Fernando Vargas          |
| Carrera por puntos - masculino      | Marco Arriagada                                                             | Edwin Ávila                                                              | Walter Pérez                                                                 |
| Keirin - masculino                  | Leonardo Narváez                                                            | Cristian Tamayo                                                          | Mauricio Quiroga                                                             |
| Madison - masculino                 | Ecuador · Carlos Quishpe · Byron Guamá                                      | Argentina Sebastián Donadío Walter Pérez                                 | Colombia · Carlos Ospina · Weimar Roldán                                     |
| Scratch - masculino                 | Carlos Eduardo Alzate                                                       | Ángel Dario Colla                                                        | Sebastián Cancio                                                             |
| Omnium - masculino                  | Carlos Urán                                                                 | Sebastián Cancio                                                         | Pablo Seisdedos                                                              |
| Eventos Femeninos                   |                                                                             |                                                                          |                                                                              |
| 500 m contrarreloj - femenino       | Diana García                                                                | Milena Salcedo                                                           | Sumaia Ribeiro                                                               |
| Persecución Individual - femenino   | María Luisa Calle                                                           | Janildes Fernandes                                                       | Serika Guluma                                                                |
| Persecución por equipos - femenino  | Colombia · María Luisa Calle · Natalia Muñoz · Lorena Vargas                | Venezuela · Angie González · Maria Briceno · Francismar Pinto            | Brasil · Janildes Fernandes · Valquiria Pardial · Fernanda Souza             |
| Velocidad Individual - femenino     | Diana García                                                                | Milena Salcedo                                                           | Sumaia Ribeiro                                                               |
| Velocidad por equipos - femenino    | Colombia · Diana García · Milena Salcedo                                    | Brasil · Maira Barbosa · Sumaia Ribeiro                                  | Venezuela · Angie González · Marines Prada                                   |
| Carrera por puntos - femenino       | Lorena Vargas                                                               | Angie González                                                           | Maria Parra Constante                                                        |
| Keirin - femenino                   | Diana García                                                                | Milena Salcedo                                                           | Daiana Almada                                                                |
| Scratch - femenino                  | Lorena Vargas                                                               | Paola Muñoz                                                              | Janildes Fernandes                                                           |

### Ciclismo de ruta
| Evento                                 | Oro                | Plata               | Bronce            |
| -------------------------------------- | ------------------ | ------------------- | ----------------- |
| Eventos Masculinos                     |                    |                     |                   |
| Ciclismo en ruta Masculino             | Santiago Botero    | Luis Felipe Laverde | Byron Guamá       |
| Ciclismo Prueba contrarreloj Masculino | Santiago Botero    | Matías Médici       | Fabio Duarte      |
| Eventos Femeninos                      |                    |                     |                   |
| Ciclismo en ruta Femenino              | Ana Paola Madriñán | Rosane Kirch        | María Luisa Calle |
| Ciclismo Prueba contrarreloj Femenino  | María Luisa Calle  | Ana Paola Madriñán  | Valeria Muller    |

### Ciclomontañismo
| Evento                    | Oro           | Plata                 | Bronce            |
| ------------------------- | ------------- | --------------------- | ----------------- |
| Eventos Masculinos        |               |                       |                   |
| Cross country - masculino | Leonardo Páez | Rubens Valeriano      | Fabio Castañeda   |
| Eventos Femeninos         |               |                       |                   |
| Cross country - femenino  | Laura Abril   | María Elisa Jaramillo | Alexandra Serrano |